# George D. Baker
Pour les articles homonymes, voir Baker et George Baker.
George D. Baker (1868-1933) est un réalisateur et scénariste américain de l'époque du cinéma muet.

## Biographie
Avant de se consacrer au cinéma, il avait eu une expérience du théâtre comme acteur, auteur et metteur en scène. Vers 1908 il rejoint les studios Vitagraph.
Il réalise plus d'une centaine de films entre 1908 et 1924.

## Filmographie partielle

### comme réalisateur
- 1912 : Chumps (it)
- 1916 : The Tarantula
- 1916 : The Wager
- 1917 : Voleur d'âme (en) (A Sleeping Memory)
- 1917 : Le Fils de son père (en) (His Father's Son)
- 1917 : Madame Parvenue (en) (The Duchess of Doubt)
- 1918 : Révélation (Revelation)
- 1918 : Toys of Fate
- 1918 : In Judgment of...
- 1919 : La Nouvelle Adepte (en) (Castles in the Air)
- 1919 : L'Étoile de cinéma (The Cinema Murder)
- 1919 : La Lumière du monde (en) (Peggy Does Her Darndest)
- 1920 : Le Fantôme de Lord Barington (The Man Who Lost Himself)
- 1920 : Heliotrope (en)
- 1921 : Le Rachat du passé (Proxies)
- 1921 : Le Pirate (Buried Treasure)
- 1923 : La Peau de chagrin (Slave of desire)
- 1924 : Le Miracle des roses (en) (Revelation)

### comme scénariste
- 1917 : Madame Parvenue (en) (The Duchess of Doubt)
- 1918 : Anita (The Only Road) de Frank Reicher
- 1919 : One-Thing-At-a-Time O'Day de John Ince
- 1919 : Un cœur fidèle (The Uplifters) de Herbert Blaché
- 1919 : La Nouvelle Adepte (en) (Castles in the Air)
- 1919 : La Lumière du monde (en) (Peggy Does Her Darndest)